# 누보
누보(영어: Nousbo Co., Ltd.)는 대한민국의 농업 기업이다. 본사는 경기도 수원시 권선구 서호로89 6동 325호에 위치해 있으며 대표이사는 김창균, 이경원이다. 용출 제어형 완효성 코팅 비료(CRF, Controlled Release Fertilizer) 생산을 전문적으로 하고 있으며 크게 국내 농업, 해외 사업, 가정원예, 골프장 조경 사업을 영위하고 있다. 대한민국 비료 회사로는 드물게 비료를 해외에 수출하고 있으면 특히 전세계적으로 증가하고 있는 완효성 비료 시장에 맞추어 CRF 코팅비료의 수출확대가 계속되고 있다. 최근에는 SK리비오와 생분해 코팅비료 개발을 위한 협업을 진행하고 있다.  또한 2025년 3월에는 일본 최대 규모 이토추(ITOCHU) 상사와 5년간 최대 2,800억원 규모의 완효성 코팅비료 공급 협약을 체결하고 해외 확대에 나서고 있다.
누보(Nousbo Co. Ltd.)는 세계 최초 발포확산성 비료 제조 기술를 개발하여 보유하고 있으며, 물에서 빠르게 자체 확산되어 녹기때문에 논안에서 골고루 처리 하지 않아도 된다. 때문에 시비시간이 기존대비 88% 감소, 노동력은 400배 절감, 비료사용량은 최대 1/300의 절감효과가 있다.
누보(Nousbo)의 대표 제품으로는 수도작(벼농사) 전용 '누보 올코팅31'과 추비(웃거름) '납작이' 시리즈가 있다. '누보 올코팅31'은 모든 비료가 코팅된 올코팅 비료로 벼 이앙 시 측조시비가 가능하고 벼의 전 생육기간 중 한번의 시비 만으로 원활한 생육을 지원해 노동력 절감효과가 높다. 누보의 '납작이' 시리즈는 추비(웃거름) 전용 비료로 채소나 과수 작물에 활용도가 높으며 생육을 돕는 형태가 가능하고 기계 살포가 가능해 노동력 절감 효과가 높다. 최근 국내외로 확대되고 있는 '누보 하이코트(Hi-Cote)'는 파구처리가 가능한 100% 코팅 비료로 비료로 인해 발생하는 온실가스, 지하수 오염에 대한 감소효과가 높고 비료 이용효율이 높은 장점을 갖고 있다. 아울러 작물 생육에 도움을 줄 수 있는 4종 복합비료 위주의 '누보 엔플러스' 라인업과 작물 전용비료인 '누보 엔마스터' 라인업은 작물 생육 및 재배 효율성을 높여주는 제품이다.
누보(Nousbo)는 국내 비료 회사 중 해외 시장을 집중하는 회사로 매년 매출액이 성장하여 2024년 비료 수출액이 170억으로 3년 사이 3배 이상 성장하는 등 해외 수출의 높은 성장을 보여주고 있다. 그 결과 2023년에는 천만불 수출의탑 수상과 2024년에는 K-FOOD+(케이푸드 플러스) 최우수상을 수상하였다.
누보(Nousbo)의 사업영역 중 가정원예 사업에 있어서는 '닥터조(Dr.Joe)' 브랜드를 중심으로 전개하고 있으며 대한민국을 대표하는 '브랜드K' 선정, 굿디자인상 수상 등 국내외로 지속적으로 확장 중이며 PPL 등 콜라보레이션을 통하여 다양한 활동을 전개하고 있다.
누보의 자회사로는 누보이엔지가 있으며 누보이엔지는 대한민국 최고 수준의 골프장 관리 능력을 보유, 방제 서비스와 GTB 공사, 골프장 전용 비료 및 농약을 공급하고 있다. 누보는 농작물에 사용되는 비료부터 화훼 작물, 수목 전용 비료 등 비료의 모든 제품을 생산 및 공급하고 있어 완효성 코팅비료를 통한 식량 위기 극복 및 환경 보호에 있어서 다양한 역할을 할 것으로 기대된다.

## 누보(Nousbo)의 의미
누보(Nousbo)의 회사명의 의미는 "우리는 농업생명자원을 통해 세상을 발전시킨다"는 의미로, 우리를 뜻하는 불어 'NOUS'(누)와 생명을 의미하는 'Bio'의 B, 유기체를 의미하는 'Organism'의 O를 연결한 'BO'(보)로 탄생하였습니다.

## 상장
2022년 3월 4일 대신밸런스제7호스팩과 합병을 통해 상장을 하였다.

## 주요 기술특허 및 인증
- 2024년 생분해성 코팅비료 특허 출원(2차)
- 2023년 생분해성 코팅비료 특허 출원
- 2023년 코팅요소 REACH(유럽) 등록
- 2022년 ㈜누보-식물영양제 브랜드 ‘닥터조‘ 굿디자인 선정
- 2022년 농기자재 수출기업 우수사례 최우수상 수상
- 2021년 Dr. Joe(닥터조) '뉴트리버블' 대한민국 대표브랜드K 선정
- 2020년 '용출제어형 피복비료 및 그 제조방법' 특허 등록
- 2020년 유기질비료 '참편한' 미국 OMRI 유기농 인증 획득
- 2019년 ㈜누보-경기도농업기술원 신품종 잔디 품종보호권 계약
- 2019년 2019 ‘대한민국 일자리 으뜸기업’ 대통령상 수상
- 2018년 ‘트리플에이트’ 유기농업자재 인증 취득
- 2017년 '엔비올유기가리‘, ‘알게아골드’ 유기농업자재 인증 취득
- 2016년 '엔비올 트리플‘, '일석4조‘, '유기NK 1211' 유기농업자재 인증 취득
- 2014년 '수면부상제를 이용한 수면부상성 담수작물 재배용 발포규산질 비료조성물' 특허 등록
- 2014년 '시설재배 관주전용 친환경 기능성 액비 제조방법' 특허 등록
- 2013년 '시설재배 관주전용 친환경 액비 제조방법' 특허 등록
- 2013년 '억새종자의 펠렛코팅 처리방법' 특허 등록
- 2013년 '엔구아노 플러스' 유기농업자재 인증 취득
- 2012년 '퀵 엠지' 유기농업자재 인증 취득
- 2012년 '엔비올 입상부식산' 유기농업자재 인증 취득
- 2011년 '담수작물 재배용 발포성 엔케이 비료조성물' 특허 등록
- 2011년 '규산염을 포함한 담수작물재배용 발포정제형 비료조성물' 특허 등록
- 2010년 '질소질 구아노와 팜회를 주성분으로 하는 친환경유기질비료' 특허 등록

## 연표
- 2024년 12월 농식품부 주관 '케이푸드 플러스' 수출의탑 최우수상 수상
- 2024년 11월 중기부 주관 '2024 윈윈아너스' 수상
- 2024년 8월 공급망 안정화 선도사업자 선정
- 2024년 7월 생분해 수지를 활용한 완효성 코팅비료 특허 출원 (2차)
- 2023년 12월한국무역협회 1천만불 수출의탑 수상
- 2023년 11월 2023 대한민국 농식품 ESG 경영대상 수상
- 2023년 10월 울산공장 CRF 2호기 준공
- 2023년 6월 'Dr. Joe(닥터조)' 대한민국 대표 브랜드K 재선정
- 2023년 5월 가정원예 브랜드 '닥터조 식물약방' 개설
- 2023년 2월 고품질 쌀 생산을 위한 (사)한국쌀전업농 MOU 체결
- 2023년 2월 '생분해성 수지를 활용한 용출제어형 코팅비료' 특허 출원
- 2022년 12월 닥터조 '이지코트, 퓨어솔루션' 굿디자인 선정 (KIDP)
- 2022년 11월 농기자재 수출기업 우수사례 최우수상 수상 (농림축산식품부)
- 2022년  9월 '누보 바이오차' 자발적 온실가스 감축 사업 방법론 적용 조건 통과
- 2022년  7월 농산물 판매 '플립마켓 프레쉬' 1호점 오픈
- 2022년  5월 골프장/조경 전문 계열회사 (주)누보이엔지 설립
- 2022년  3월 (주)누보, 코스닥 상장
- 2022년  3월 작물별 영양성분 맞춤형 프리미엄 비료 'N마스터' 제품군 출시
- 2022년  1월 코팅비료 제조기술, 말레이시아 CRFM와 기술이전 계약 체결
- 2021년 11월 녹차&녹차가루, 2021 차세대 세계일류상품 선정 [산업통상자원부]
- 2021년 10월 반려식물 및 원예용품 브랜드 '플립마켓' 런칭
- 2021년 6월 Dr Joe(닥터조) '뉴트리버블' 대한민국 대표브랜드K 최종 선정
- 2021년 6월 (주)누보 우리사주조합 설립 및 창립총회 개최
- 2021년 4월 닥터조 가정원예 제품 롯데마트 전국 97개점 판매 개시
- 2021년 3월 프리미엄 가드닝 브랜드 '닥터조 홈앤가든' 런칭
- 2020년 12월 용출제어형 피복비료 및 제조 방법 특허 (경기도농업기술원 공동 출원)
- 2020년 6월 도시농업 생활원예 브랜드 'Dr Joe(닥터조)' 런칭
- 2020년 3월 고용노동부 '청년친화강소기업' 선정
- 2020년 2월 경기도농업기술원 '축각분(우각) 혼합 유기질비료 및 제조방법'에 대한 통상실시 계약 체결
- 2019년 12월 벤처창업진흥유공 중기부장관상 수상
- 2019년 8월 '대한민국 일자리 으뜸기업' 대통령상 수상
- 2019년 3월 국세청 '모범 납세 기업' 선정 및 기획재정부장관상 수상
- 2019년 1월 누보-경기도농업기술원 신품종 잔디 품종보호권 계약
- 2018년 12월 신용보증기금 '최고의 일자리 기업' 선정
- 2018년 11월 제2공장 설립 (울산광역시)
- 2018년 11월 '참편한 유기농' 유기농업자재 인증 취득
- 2018년 9월 미국 지사 설립
- 2018년 2월 '트리플 에이트' 유기농업자재 인증 취득
- 2017년 9월 '엔비올 유기가리' 유기농업자재 인증 취득
- 2017년 6월 ''알게아골드' 유기농업자재 인증 취득
- 2017년 3월 '중국 지사 설립 (중국 상해)
- 2017년 1월 '비료 시험 연구기관 지정 (농촌진흥청)
- 2016년 4월 '일석4조' 유기농업자재 인증 취득
- 2016년 4월 '엔비올 트리플' 유기농업자재 인증 취득
- 2016년 3월 '유기NK 1211' 유기농업자재 인증 취득
- 2015년 11월 '엔구아노' 유기농업자재 인증 취득
- 2015년 11월 '참편한 912' 유기농업자재 인증 취득
- 2014년 8월 농약 생산업 등록
- 2014년 7월 '수면부상제를 이용한 수면부상성 담수작물 재배용 발포성 규산질 비료 조성물' 특허 등록
- 2014년 2월 '시설재배 관주전용 친환경 기능성 액비 제조방법' 특허 등록
- 2013년 10월 '시설재배 관주전용 친환경 액비 제조방법' 특허 등록
- 2013년 9월 경기 유망 중소기업 지정
- 2013년 8월 '엔구아노 플러스' 유기농업자재 인증 취득
- 2013년 6월 수출 유망 중소기업 지정
- 2013년 5월 '논에퐁 에코' 유기농업자재 인증 취득
- 2013년 3월 ISO 9001 / 14001 인증
- 2013년 2월 '억새 종자의 펠렛코팅 처리방법' 특허 등록
- 2012년 10월 '엔비올 입상부식산' 유기농업자재 인증 취득
- 2012년 9월 '퀵 엠지' 유기농업자재 인증 취득
- 2012년 5월 비료 해외 수출 (일본, 태국, 베트남, 파키스탄 등)
- 2011년 9월 '담수작물 재배용 발포성 엔케이 비료 조성물' 특허 등록
- 2011년 9월 '규산염을 포함하는 담수작물 재배용 발포성 정제형 비료 조성물' 특허 등록
- 2010년 8월 기술 혁신형 중소기업 인증 (INNO-BIZ)
- 2010년 5월 농촌진흥청 과제 참여
- 2010년 3월 기업부설연구소 인증 획득
- 2009년 12월 '질소질 구아노와 팜회를 주성분으로 하는 친환경 유기질비료' 특허 등록
- 2009년 12월 지식경제부 과제 참여
- 2009년 11월 벤처기업 인증 (기술보증기금)
- 2009년 8월 본사 이전 (서울대학교 창업지원센터)
- 2009년 1월 연구개발 전담부서 인증 (한국산업기술진흥협회)
- 2008년 11월 생산본부 신설 및 가동 (경남 양산 제1공장)
- 2008년 8월 전국 9개도 판매지역본부 체계 확립
- 2008년 4월 누보 기술 개발실 설치
- 2007년 5월 주식회사 누보 설립

## 같이 보기
- 비료 산업, 탄소배출권과 생분해 코팅으로 2025년 투자 기회 탐색
- 빈대
- 비료
- 용출 제어 완효성 코팅비료(CRF) 기술을 중심으로 한 친환경·고기능 농자재 전문기업

## 참고문헌
1. ↑  사라지지 않는 '빈대 공포'..누보, '이미다클로프리드' 살충제 주목, 파이낸셜뉴스, 2023-11-14
2. ↑  https://biz.heraldcorp.com/article/10430354?ref=naver
3. ↑  김성민, 한국IR협의회 기술분석보고서-누보, 2023.05.18.
4. ↑  imt@bizhuman.co.kr, 윤택환 기자 (2024년 8월 20일). “농업의 미래를 그리는 기업, 누보 - 김신덕 전략기획본부장 인터뷰”. 2024년 10월 17일에 확인함.
5. ↑  이투데이 (2022년 4월 22일). “[특징주] 누보, 비료 전 세계 부족사태…세계 최초 발포확산성 비료 기대감에 상승세”. 2025년 7월 3일에 확인함.
6. ↑  농민신문사. “㈜누보, 가정원예용 식물영양제 ‘닥터조’ 브랜드K 재선정”. 2024년 12월 5일에 확인함.
7. ↑   https://www.nousbo.com/about. 2025년 7월 30일에 확인함. |제목=이(가) 없거나 비었음 (도움말)

## 기후위기 극복
- 누보, 수질 오염-온실가스 감축 친환경비료 수출 3배 급증…416조 시장 선점 나서
- 누보, 국내 유일 수목 전용 비료...산불 복구 산림조성 사업 참여 준비 完

## 식량안보/남북경협
- 누보, 한미 대북 관계개선 신호…조 단위 초대형 비료 지원정책 재추진 기대

## 글로벌 농업기업
- 누보, 용출제어형 코팅비료 브라질 테스트에서 우수성 확인…“적은 비료로도 생산 증대”
- 누보, 우크라이나에 코팅비료 수출 계약 체결…9월 첫 선적
- ㈜누보, 일본 비료 수출 59% 증가, ‘25년 상반기 수출액 220만 달러 돌파 - 2024년 일본 대상 요소비료(HS CODE 3102.10) 대한민국 수출액 중 누보가 93% 차지
- ‘우량비료’ 제도 도입 29년 만에 첫선, 농진청, 누보 ‘하이코트’ 지정예정

```
누보(Nousbo) 하이코트(Hi-Cote) : 환경을 보호하는 생분해성 CRF 비료(우량비료 지정예정)
[
1
]
```

1. ↑  농민신문사. “‘우량비료’ 제도 도입 29년 만에 첫선”. 2025년 8월 7일에 확인함.